# Leptothrix hardyi
Leptothrix hardyi là một loài nhện trong họ Linyphiidae. Chúng được John Blackwall miêu tả năm 1850.

## Hình ảnh

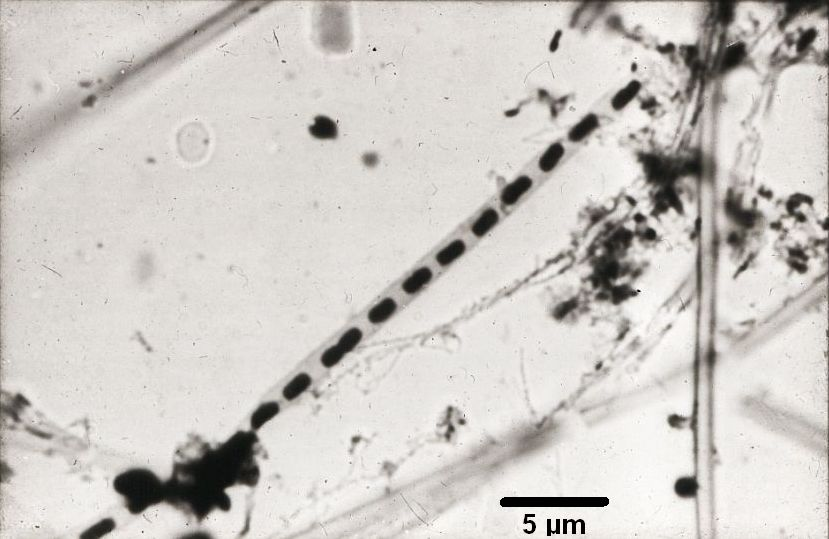
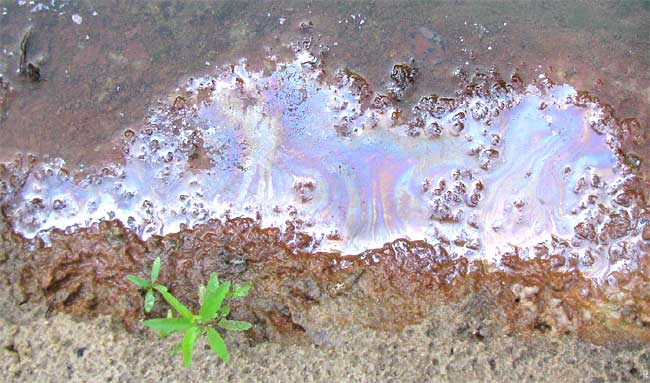